# Francesco Leonetti
Francesco Leonetti (Cosenza, 27 de enero de 1924 – 17 de diciembre de 2017) fue un poeta, actor, novelista, crítico de arte y activista político italiano.

## Biografía
Nacido en Cosenza, se trasladó en 1955 a Bolonia para estudiar filosofía. Allí se encontró con Pier Paolo Pasolini y Roberto Roversi, y juntos confundaron la revista Officina. En la década de los 60, cofundó con Elio Vittorini e Italo Calvino la revista literaria Il Menabò. En 1963 se unió a la Neoavanguardia italiana.
Leonetti colaboró con Pasolini en 1964, haciendo el papel de Herodes Antipas en El Evangelio según San Mateo. También fue la voz en Pajaritos y pajarracos (1966) y el papel de Edipo, el hijo de la fortuna.
En la década de los 70, coeditó con Nanni Balestrini la revista Alfabeta. En 1974 fue el autor de la biografía del escultor Arnaldo Pomodoro. De 1975 a 1995 dio clase de Estgética en la Academia Brera en Milán.

## Obra seleccionada
- Sopra una perduta estate (1942)
- La cantica (1959)
- L’incompleto (1964)
- Irati e sereni (1974)
- Conoscenza per errore (studente a Bologna del 48–49) (1978)
- In uno scacco (1979)
- Campo di battaglia (1981)
- Palla di filo (1986)
- La vita e gli amici (1992)
- La voce del corvo. Una vita (1940–2001) (2002)
- Scritti estremi di rabbia e di gioco. Narrazione, poesie, scene e prose (2005)
- Una come un'altra (2015)